# ABAB
ABAB is een Nederlandse accountants- en adviesorganisatie met circa 700 werknemers, verspreid over vijftien vestigingen. Het hoofdkantoor is gevestigd in Tilburg.

## Vestigingen
Het hoofdkantoor van ABAB is gevestigd in Tilburg. Daarnaast heeft ABAB vestigingen in Boxmeer, Breda, Den Bosch, Eindhoven, Goes, Helmond, Nijmegen, Roosendaal, Terneuzen, Uden, Veldhoven, Venlo en Weert.

## Geschiedenis
Het Accountants Belasting Advies Bureau (ABAB) is in 1924 ontstaan uit de Noordbrabantse Christelijke Boerenbond (NCB). De NCB richtte een bureau op dat leden kon adviseren bij het verkrijgen van meer cijfermatig inzicht in hun bedrijf en hulp bood bij fiscale aangelegenheden. Mede vanwege de invoering van de wet op de inkomstenbelasting in 1914 bleek dit noodzakelijk. Het kantoor werd gevestigd aan de Spoorlaan in Tilburg. In 1950 werd besloten ook bijkantoren op te richten. Het eerste werd geopend in Hulst. Later volgden vestigingen onder andere in Hees in 1955, Roosendaal in 1957, Heinkenszand in 1958, Boxmeer en Deurne in 1964.
In 2000 kwam het bedrijf negatief in het nieuws nadat twee leden van de raad van bestuur geschorst werden in verband met mogelijke medewerking aan mestfraude.
Het hoofdkantoor werd in 2005 in Best gevestigd, in 2011 ging het terug naar Tilburg, de plaats van oorsprong.